# Prémio Antero de Quental
O Prémio Antero de Quental foi um prémio criado em Novembro de 1933 (mas atribuído pela primeira vez em 1934) pelo Secretariado da Propaganda Nacional, órgão de propaganda do Estado Novo dirigido por António Ferro. O prémio destinava-se a premiar poesia de inspiração portuguesa e, mesmo, de preferência, um alto sentido de exaltação nacionalista. O júri do Prémio era constituído por um poeta de grande nome nacional, um poeta da nova geração literária e dois críticos literários em exercício na imprensa de Lisboa. O prémio foi atribuído até 1973.
A primeira atribuição do prémio ficou marcada por um incidente envolvendo a obra Mensagem de Fernando Pessoa, que, contra a vontade de António Ferro, foi relegada para a "segunda categoria" (poema de poesia solta), alegando-se que tinha menos de 100 páginas, sendo o prémio de "primeira categoria" (livro de poesia) atribuído à obra A Romaria, da autoria de Manuel Reis Ventura (1910-1988), que naquela época assinava como Vasco Reis. António Ferro resolveu então elevar o prémio atribuído à "segunda categoria", que era de mil escudos, para um valor igual ao da primeira, de cinco mil escudos. A partir de 1935, o Prémio Antero de Quental deixou de incluir a referida "segunda categoria".
Um outro Prémio Antero de Quental foi, durante alguns anos da década de 1990, atribuído pelo Governo Regional dos Açores a obras de poetas açorianos ou de temática açoriana.

## Vencedores
- 1934 - "primeira categoria": Vasco Reis (pseudónimo de Manuel Reis Ventura), com A Romaria; "segunda categoria": Fernando Pessoa, com Mensagem.
- 1935 - Carlos Queirós, com Desaparecido.
- 1936 - Joaquim Azinhal Abelho com Confidências de um Rapaz Provinciano.
- 1937 - Ramiro Guedes de Campos com Portugal: Poemas.
- 1938 - Miguel Trigueiros, com Resgate.
- 1939 - Pedro Homem de Mello, com Segredo.
- 1941 - Américo Cortez Pinto com A alma e o Deserto.
- 1942 - Campos de Figueiredo, com Navio na Montanha.
- 1943 - João Cabral do Nascimento, com Cancioneiro.
- 1945 - Amândio César, com Batuque de Guerra.
- 1946 - Maria Teresa Andrade Santos.
- 1947 - Natércia Freire com Rio Infindável.
- 1948 - Ribeiro Dias.
- 1949 - António Manuel Couto Viana.
- 1950 - António Sousa Freitas.
- 1952 - Natércia Freire
- 1953 - Armando César Côrtes-Rodrigues.
- 1954 - João Maia com Abriu-se a Noite.
- 1956 - Carlos Lobo de Oliveira.
- 1957 - Maria Madalena Monteiro Ferin.
- 1958 - Ruy Cinatti.
- 1959 - António Manuel Couto Viana.
- 1960 - Fernando Guedes com A viagem de Ícaro.